# Římskokatolická farnost Katovice
Římskokatolická farnost Katovice je územním společenstvím římských katolíků v rámci strakonického vikariátu Českobudějovické diecéze.

## O farnosti

### Historie
K roku 1370 je v Katovicích připomínána plebánie. Původně raně gotický farní kostel byl upraven v baroku a v roce 1847 dále upraven novorománsky. V letech 1936–1942 zde byl farářem Josef Jílek, účastník protinacistického odboje (popraven v dubnu r. 1945 v Berlíně).

### Současnost
Farnost má sídelního duchovního správce, který je zároveň administrátorem ex currendo ve farnostech Kraselov, Střelské Hoštice a Volenice a vypomáhá ve farnostech strakonické kollatury.
| Kostel                     | Místo       | Bohoslužba             | Bohoslužba             | Poznámka      |
| -------------------------- | ----------- | ---------------------- | ---------------------- | ------------- |
| Kaple                      | Dražejov    | neslouží se pravidelně | neslouží se pravidelně | obecní kaple  |
| Kostel sv. Filipa a Jakuba | Katovice    | neděle úterý           | 8.30 17.00             | farní kostel  |
| Kaple                      | Krty-Hradec | neslouží se pravidelně | neslouží se pravidelně | obecní kaple  |
| Kaple                      | Střela      | neslouží se pravidelně | neslouží se pravidelně | zámecká kaple |